# Ruchotyn
Ruchotyn (ukr. Рухотин) – wieś na Ukrainie, w obwodzie czerniowieckim, w rejonie dniestrzańskim, nad Dniestrem. W 2001 roku liczyła 414 mieszkańców.